# Happy Valley (Pékin)
Pour les articles homonymes, voir Happy Valley.
Happy Valley Beijing est un parc d'attractions situé à Pékin en Chine. Construit et géré par Beijing OTC, qui fait partie de Shenzhen OCT Holding Group, le parc est le second Happy Valley du groupe après Happy Valley (Shenzhen). Le parc est situé à Chaoyang, à l'est de Pékin
Le parc est composé de plusieurs zones thématiques qui ont été dessinées et planifiées par Creative Kingdom China : 峡湾森林区 (Wild Fjord), 欢乐时光区 (Happy Time), 甜品王国区 (Dessert Kingdom), 香格里拉区 (Shangri-La), 失落玛雅区 (Lost Maya), 爱琴港区 (Aegean Harbor) et 亚特兰蒂斯 (Atlantis).

## Histoire
Le propriétaire du parc, OCT, possède tous les parcs d'attractions Happy Valley ainsi que de nombreux centres de loisirs chinois. OCT est un conglomérat entre le privé et le public qui réalise de grands projets immobiliers dont la première étape est les Happy Valley. Leur concept est d'acheter de très grands terrains en périphérie des grandes mégapoles du pays, si possible bien desservis par les transports. Ils utilisent ensuite une parcelle du terrain pour y construire un parc d'attractions. Si celui-ci rencontre le succès, des chantiers de zones résidentielles sont alors entamés. Et c'est le cas, le parc est entouré de multiples zones résidentielles.

### Montagnes russes
| Nom chinois             | Nom anglais                                        | Type                                      | Constructeur         | Ouverture      |
| ----------------------- | -------------------------------------------------- | ----------------------------------------- | -------------------- | -------------- |
| 水晶神翼                | Crystal Wings                                      | Montagnes russes volantes                 | Bolliger & Mabillard | 9 juillet 2006 |
| 极速飞车                | Extreme Rusher                                     | Montagnes russes lancées                  | S&S Worldwide        | 14 mai 2011    |
| 雪域金翅                | Golden Wings in Snowfield                          | Montagnes russes inversées                | Vekoma               | 9 juillet 2006 |
| 家庭过山车              | Family Inverted Coaster                            | Montagnes russes inversées                | Bolliger & Mabillard | 2018           |
| 喜马拉雅雄鹰·音乐过山车 | Flight of the Himalayan Eagle Music Roller Coaster | Montagnes russes assises                  | Bolliger & Mabillard | 2019           |
| 丛林飞车                | Jungle Racing                                      | Montagnes russes assises Train de la mine | Vekoma               | 9 juillet 2006 |

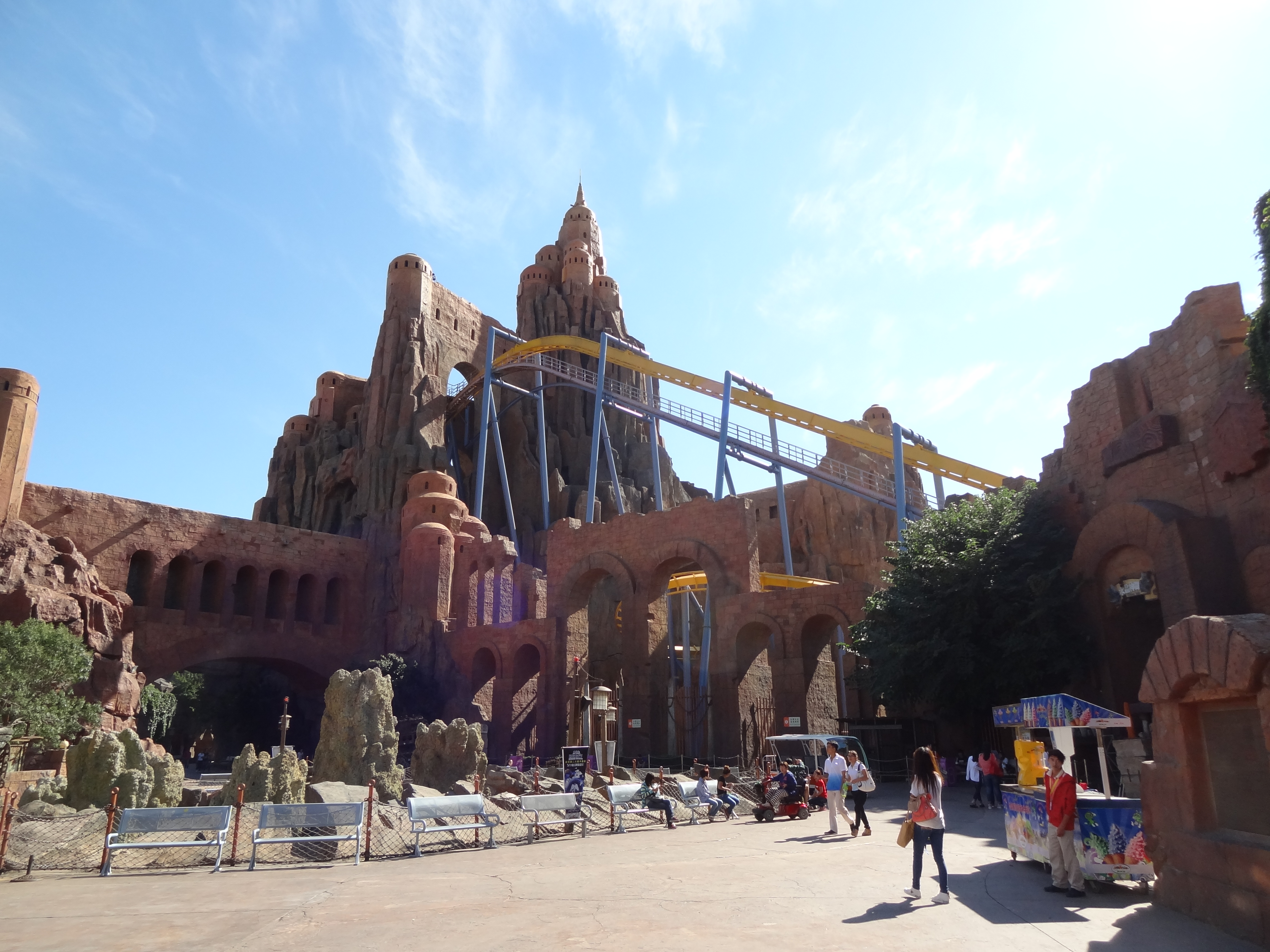
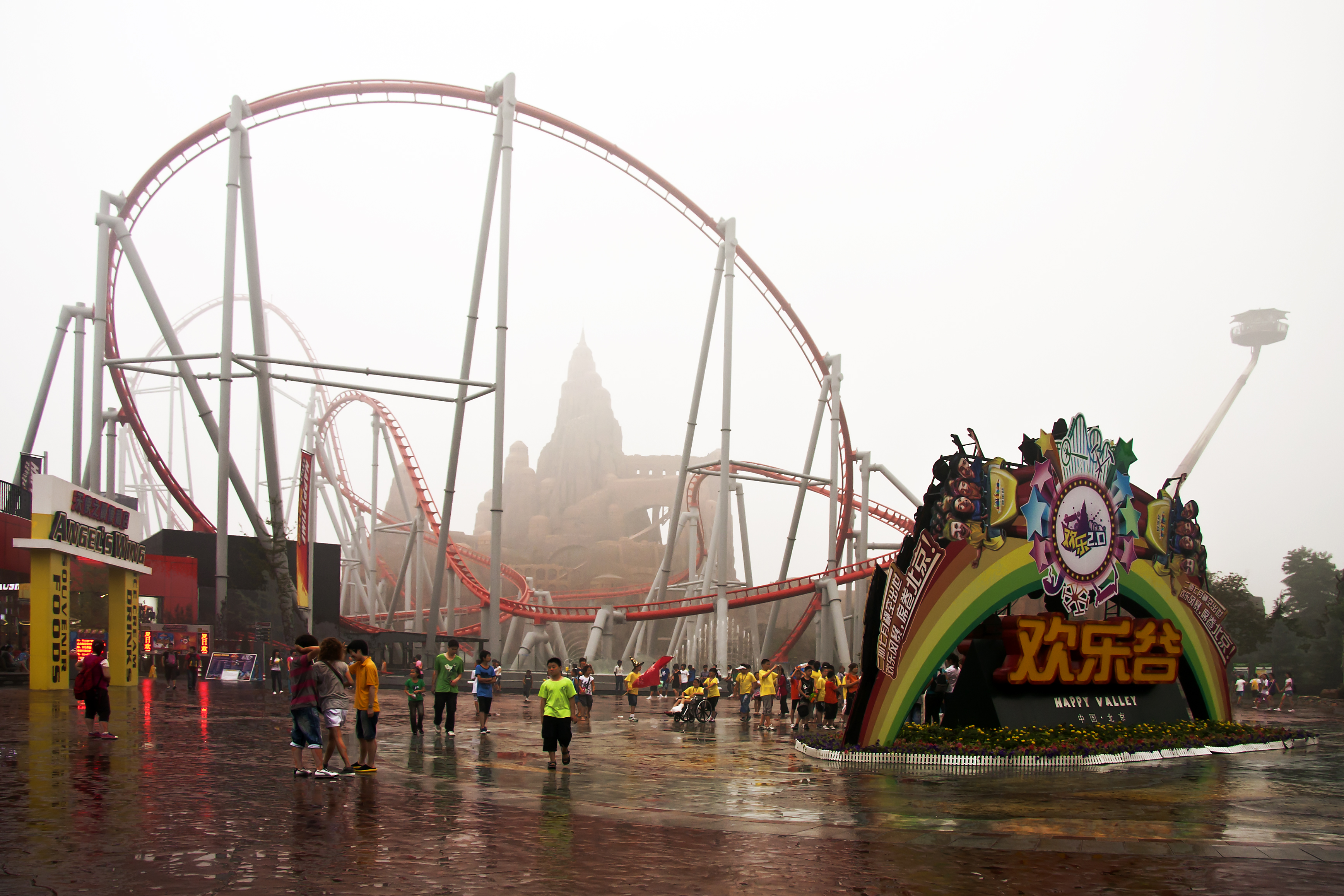
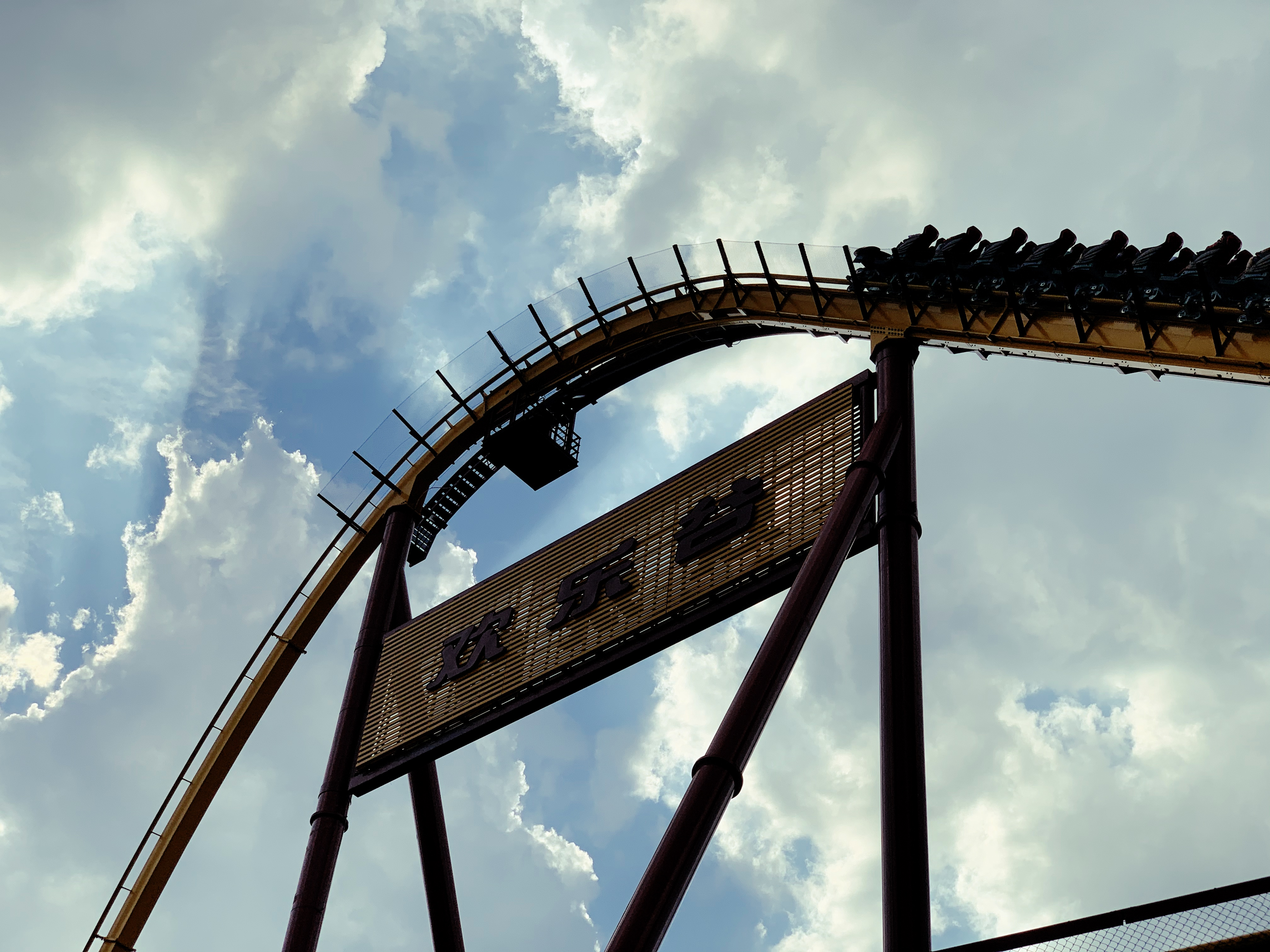
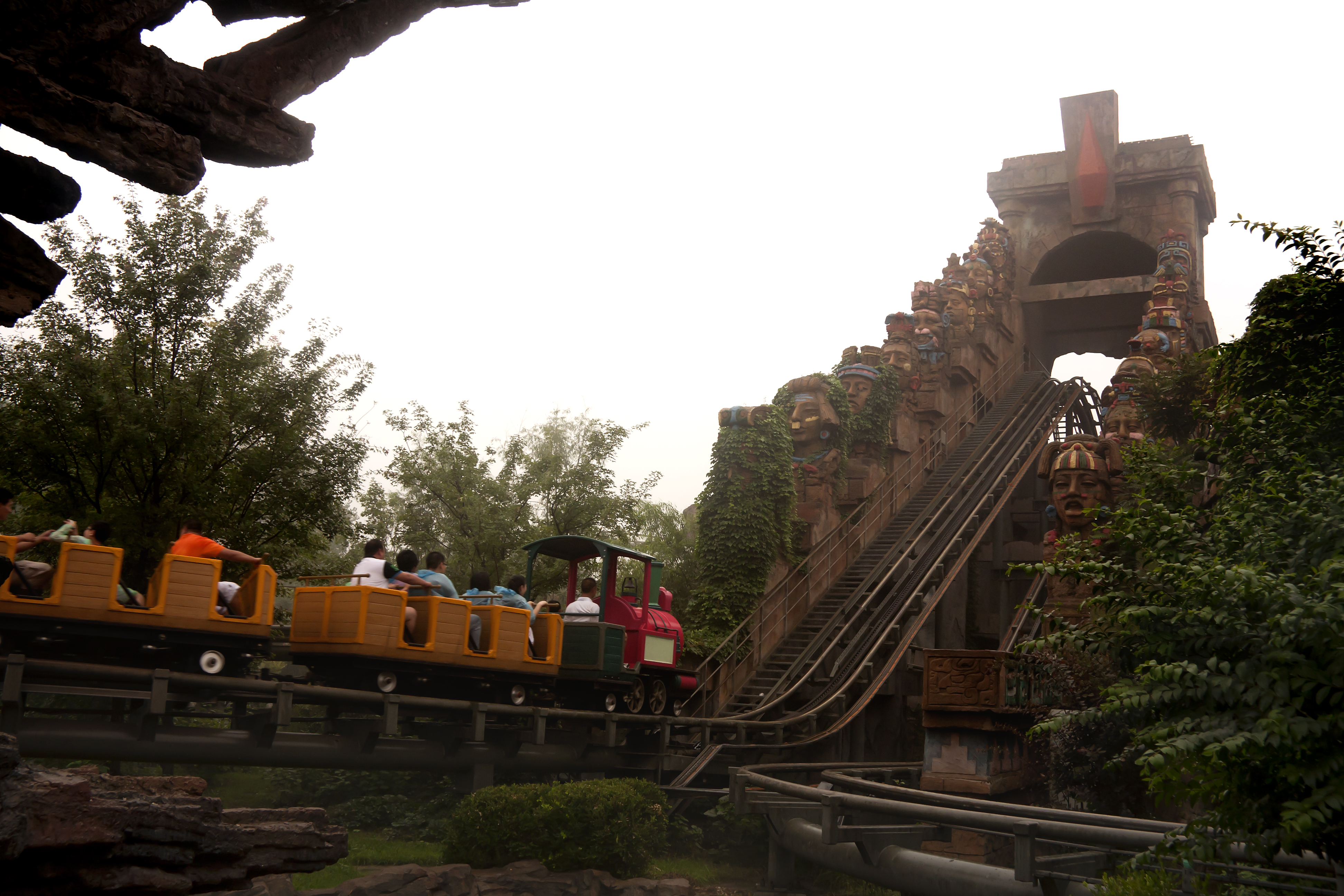
Jungle Racing

Les montagnes russes tournoyantes Harvest Time de Golden Horse, ouvertes en 2006 avec le parc, sont toujours visibles, mais ne fonctionnent plus.

### Attractions aquatiques
| Nom chinois     | Nom anglais        | Type            | Constructeur | Année          |
| --------------- | ------------------ | --------------- | ------------ | -------------- |
| 奥德赛之旅      | Journey of Odyssey | Shoot the Chute | Golden Horse | 9 juillet 2006 |
| 雅鲁藏布·大漂流 |                    | Bouées          |              |                |

### Autres attractions

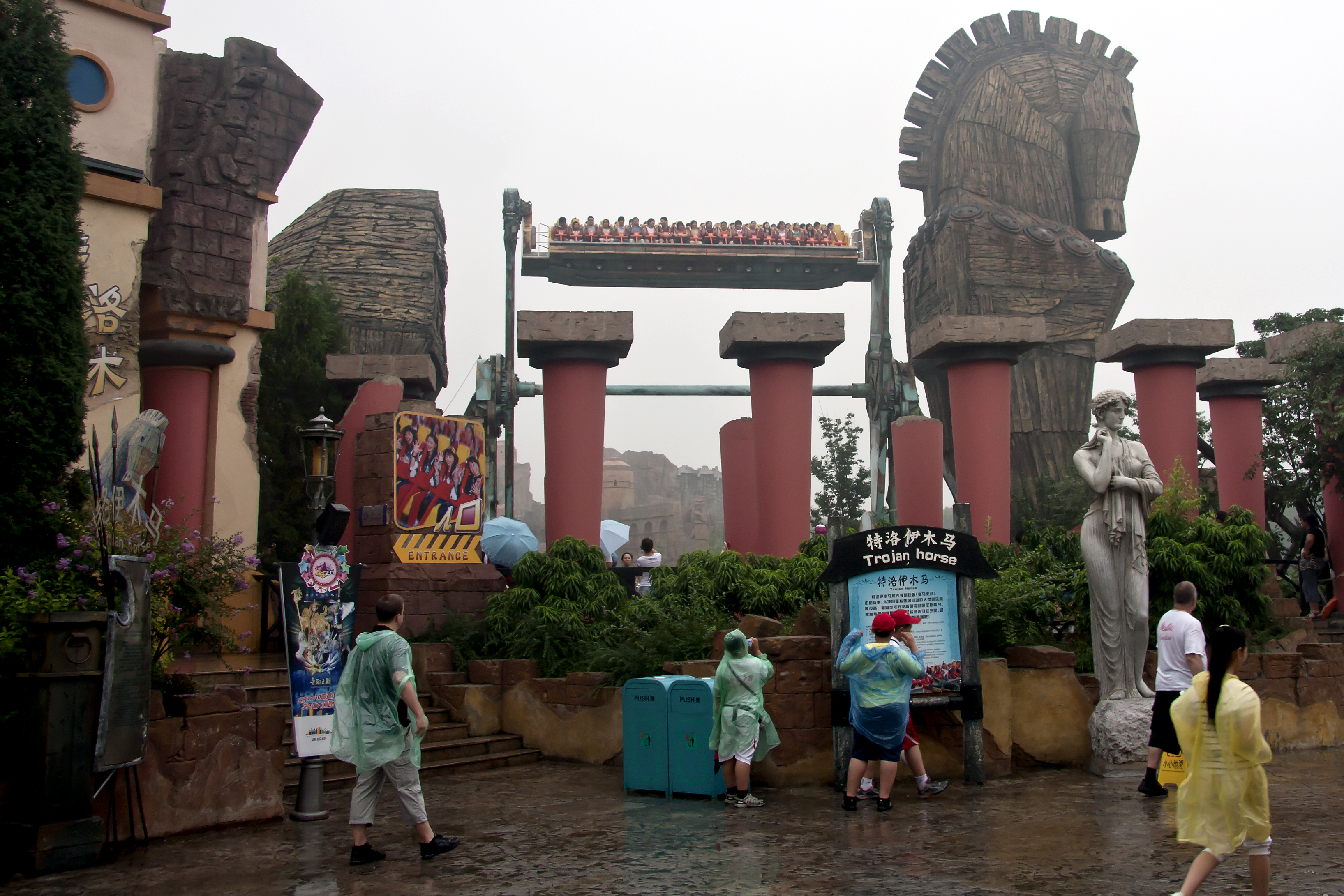
Trojan Horse

| Nom chinois | Nom anglais      | Type                     | Constructeur  | Année d'ouverture |
| ----------- | ---------------- | ------------------------ | ------------- | ----------------- |
|             | Ant Palace       | Cinéma 4-D               |               | 9 juillet 2006    |
| 太阳神车    | Apollo Wheel     | Frisbee                  | Huss Rides    | 9 juillet 2006    |
| 大草帽      | Big Straw Hats   | Pieuvre                  |               | 9 juillet 2006    |
| 甜心飞饼    | Disk'O           | Disk'O                   | Zamperla      | 9 juillet 2006    |
| 聚能飞船    | Energy Collector | Sky Shuttle              | Vekoma        | 9 juillet 2006    |
|             | Energy Storm     | Manège Energy Storm      | Zamperla      | 9 juillet 2006    |
|             | Surf's Up        | Surf's Up                | Zamperla      |                   |
| 天地双雄    | Twin Heroes      | Space Shot et Turbo Drop | S&S Worldwide | 9 juillet 2006    |
| 特洛伊木马  | Trojan Horse     | Top Spin                 | Huss Rides    | 9 juillet 2006    |
| 飞越牛奶河  |                  |                          |               |                   |
| 欢乐世界    |                  | Old Mill                 |               |                   |

- Trojan Horse